# Kevin Livingston
Kevin Livingston, (nacido el 24 de mayo de 1973 en San Luis en Misuri) es un ciclista estadounidense ya retirado.

## Biografía
Kevin Livingston debutó con el equipo Motorola en 1995. Ganó su primera victoria al año siguiente en la Vuelta a Galicia.
En 1997, Livingston se une al equipo francés Cofidis junto con su compatriota y compañero Lance Armstrong. Este último anuncia que sufre un Cáncer de testículo antes del comienzo de la temporada y no correrá para el Cofidis. Livingston participa en el primero de sus seis Tour de Francia. Su Tour de Francia 1998 es el mejor que ha disputado: Acaba el 17.º de la general final, gracias a unas buenas ascensiones en los Pirineos (14.º en Luchon, 9.º en Plateau de Beille).
En 1999, se une con Lance Armstrong en el equipo US Postal. Realizó un buen Critérium del Dauphiné, con una sexta plaza en la contrarreloj del Mont Ventoux ganada por su compañero Jonathan Vaughters y una segunda plaza por detrás de David Moncoutié en Passy Plaine-Joux. Terminó sexto de la general final. Participó en las dos primeras victorias consecutivas de Armstrong en el Tour de Francia 1999 y Tour de Francia 2000.
En noviembre del 2000, ficha por el equipo alemán Telekom, donde su líder Jan Ullrich es el principal rival de Lance Armstrong, cuando estaba a punto de fichar por el equipo Linda McCartney. Participa dos veces en el Tour con este equipo. Durante el Tour de Francia 2002, anunció su decisión de poner fin a su carrera deportiva al final de la temporada. Con 29 años justificó su retirada por motivos familiares como por ejemplo la dedicación a su hija recién nacida.
El 24 de julio de 2013 su nombre apareció en el informe publicado por el senado francés como uno de los treinta ciclistas que habrían dado positivo en el Tour de Francia 1998 con carácter retrospectivo, ya que analizaron las muestras de orina de aquel año con los métodos antidopaje actuales.

## Palmarés
1992
- Tour de Gila

1996
- 1 etapa de la Vuelta a Galicia

1997
- 2 etapas del Tour de l'Ain

## Resultados en las grandes vueltas

### Tour de Francia
- 1997 : 38.º
- 1998 : 17.º
- 1999 : 36.º
- 2000 : 37.º
- 2001 : 43.º
- 2002 : 56.º

### Giro de Italia
- 2001 : 114.º